# León (Nikaragua)
León (celým názvem Santiago de los Caballeros de León) je druhé největší město v Nikaragui. Je správní centrem stejnojmenného departementu León. Rozkládá se na severovýchodě státu, přibližně 18 km od pobřeží Tichého oceánu. Přestože není hlavní ani nejlidnatější město státu, představuje León centrum vzdělanosti celé Nikaraguy. Důležitý je také obchod a cestovní ruch. V blízkosti města se nachází sopka Momotombo. Katedrála Nanebevzetí blahoslavené Panny Marie v Leónu je největší a nejstarší v celé střední Americe a od roku 2011 je zapsána na seznam světového dědictví UNESCO.

## Historie
Město založil již v roce 1524 Francisco Hernández de Córdoba. Původní město se nacházelo přibližně 30 km východně od současného města. Během koloniálního období pod nadvládou Španělů se město velkoryse rozvíjelo a konkurovalo svým postavením dalšímu významnému nikaragujskému městu Granada. Roku 1610 byl León ovšem zničen erupcí nedaleké sopky Momotombo. Ruiny původního města známé pod názvem León Viejo (Starý León) jsou od roku 2000 zapsané na seznamu světového dědictví UNESCO. V roce 1813 byla v „novém“ Leónu založena nejstarší univerzita ve středoamerickém regionu. Po získání definitivní nezávislosti země (v roce 1838 vystoupením z Středoamerické federativní republiky) byl León hlavním městem nového státu. Hlavní město se následně několikrát stěhovalo mezi Leónem a Granadou, až v roce 1858 byl zvolen kompromis a hlavním městem se stala Managua.

## Partnerská města
- Alicante, Španělsko
- Berkeley, Spojené státy americké
- Gettysburg, Spojené státy americké
- Hamburk, Německo
- León, Mexiko
- Londrina, Brazílie
- Lund, Švédsko
- New Haven, Spojené státy americké
- Oxford, Spojené království
- Salcburk, Rakousko
- Zaragoza, Španělsko